# Carlo Volpi
Carlo Volpi (né le 8 février 1941 à Sampierdarena (quartier de Gênes) en Ligurie) est un footballeur italien, qui évoluait au poste de milieu de terrain ou bien d'attaquant.

## Biographie
Il débute en Serie A sous le maillot sicilien de l'US Palerme le 16 juillet 1962 lors d'un SPAL-Palerme (1-0). Il joue également en première division italienne sous les couleurs de Mantoue, de la Juventus (5 matchs en bianconero lors de la saison 1967-1968) et du Brescia Calcio, ce qui porte en tout son total à 115 matchs (pour 6 buts) en Serie A.
Il joue 271 matchs et inscrit 45 buts en Serie B sous les couleurs de Monza, de la  Reggiana, de Mantoue, de Brescia, de Pérouse et de Parme, remportant en tout deux promotions en Serie A (avec Mantoue lors de la saison 1965-1966 puis avec Brescia lors de la saison 1968-1969).